# Nécropole nationale de la Ferme de Suippes
La nécropole nationale de la Ferme de Suippes est un cimetière militaire français de la Première Guerre mondiale et un cimetière militaire français de la Seconde Guerre mondiale situé sur le territoire de la commune de Suippes, sur la RD 77 à la sortie de Suippes en direction de Châlons-en-Champagne, dans le département de la Marne.

## Historique
La nécropole nationale de la Ferme de Suippes, créée en 1932, rassemble les corps exhumés de l'ancien front de Champagne. Son aménagement s'est déroulé de 1932 à 1935.
De 1956 à 1959, on y rassemble les corps de 1 932 soldats français tués au cours de la Seconde Guerre mondiale, exhumés de cimetières militaires de la Marne, de la Haute-Marne, de l'Aube et de l'Yonne.
En 1964, on y transfère des corps de soldat morts pendant la Grande Guerre et inhumés précédemment exhumés du carré militaire du cimetière communal d'Épernay.

## Caractéristiques
La nécropole nationale de la Ferme de Suippes rassemble, sur une superficie de 4,77 ha, 9 361 corps de soldats français dont 8 833 inhumés dans des tombes individuelles et 528 en ossuaire, 7 425 soldats français morts au cours de la Grande Guerre dont 528 en deux ossuaires ainsi que 3 soldats russes et 1 soldat belge.
1 932 soldats français morts au cours de la Campagne de France de 1939-1940 y sont également inhumés.